# 鹤山苏维埃政府旧址
鹤山苏维埃政府旧址，位于中国广东省江门市鹤山市雅瑶镇昆东村，为鹤山市文物保护单位，类型为近现代重要史迹及代表性建筑，公布时间为1994年。
鹤山苏维埃政府旧址的历史年代为现代。